# Bądź przy mnie
Bądź przy mnie – singel polskiego piosenkarza Kamila Bednarka z jego czwartego albumu studyjnego, zatytułowanego Bednarek inaczej.
Kompozycja znalazła się na 7. miejscu listy OLiA, najczęściej odtwarzanych utworów w polskich rozgłośniach radiowych. Nagranie otrzymało w Polsce status platynowego singla, przekraczając liczbę 20 tysięcy sprzedanych kopii.

## Geneza utworu i historia wydania
Piosenka została napisana i skomponowana przez Jana Smoczyńskiego i Kamila Bednarka.
Singel ukazał się w formacie digital download 1 stycznia 2020 w Polsce za pośrednictwem wytwórni płytowej Space Records. Kompozycja została umieszczona na czwartym albumie studyjnym Kamila Bednarka – Bednarek inaczej.

## „Bądź przy mnie” w stacjach radiowych
Nagranie było notowane na 7. miejscu w zestawieniu OLiA, najczęściej odtwarzanych utworów w polskich rozgłośniach radiowych.

## Teledysk
Do utworu powstał teledysk, który udostępniono 14 kwietnia 2020 za pośrednictwem serwisu YouTube.

## Notowania

### Pozycje na listach airplay
| Kraj   | Lista                          | Najwyższa pozycja |
| ------ | ------------------------------ | ----------------- |
| Polska | OLiS – oficjalna lista airplay | 7                 |

## Certyfikaty
| Kraj          | Certyfikat      | Sprzedaż |
| ------------- | --------------- | -------- |
| Polska (ZPAV) | platynowa płyta | 20 000+  |